# Велодог
«Велодог» (англ. Velo-dog) — карманный револьвер конструкции Шарля-Франсуа Галана. Стал родоначальником семейства оружия различных производителей, известных под общим названием «револьверы „Велодог“».

## История
Револьвер и патрон 5,75 мм для него были разработаны Шарлем-Франсуа Галаном в 1894 году для защиты велосипедистов от нападений уличных собак (отсюда и название). По мере того, как собаки постепенно привыкали к этому новому средству передвижения, карманные револьверы стали использоваться как оружие самообороны и для развлекательной стрельбы. В начале XX века «Велодоги» носили с собой для самообороны и мужчины, и женщины. Носили эти миниатюрные револьверы в специально пошитых кобурах (нередко напоминавших портмоне) карманах или дамских сумочках.
«Велодог» выделялся компактностью, приемлемой стоимостью и обтекаемой формой, что позволяло беспрепятственно извлекать его из кармана жилетки или брюк. Именно эти качества обеспечили популярность револьверов «Велодог».
Некоторые револьверы «Велодог» получили в оружейных каталогах собственные имена. Например, в Российской империи некоторое время выпускались на Императорском Тульском оружейном заводе под наименованием «Стрелец».
После окончания Первой мировой войны спрос на «Велодоги» практически сошёл на нет по причине насыщения рынка гражданского оружия карманными самозарядными пистолетами Browning M1906 и их многочисленными копиями, выпускавшимися испанскими производителями.

## Конструкция
Различными фирмами выпускалось множество вариантов револьвера типа «Велодог», отличавшихся названиями, конструкцией рамки, габаритами, калибром, ёмкостью барабана, способом экстракции гильз, скрытым или открытым курком, классическим или складным спусковым крючком, наличием или отсутствием предохранителя и спусковой скобы. Выпускались и двуствольные модели. Первая модель Галана имела разъёмную рамку, скрытый курок, классический спусковой крючок и спусковую скобу. Для экстракции гильз требовалось снять барабан.

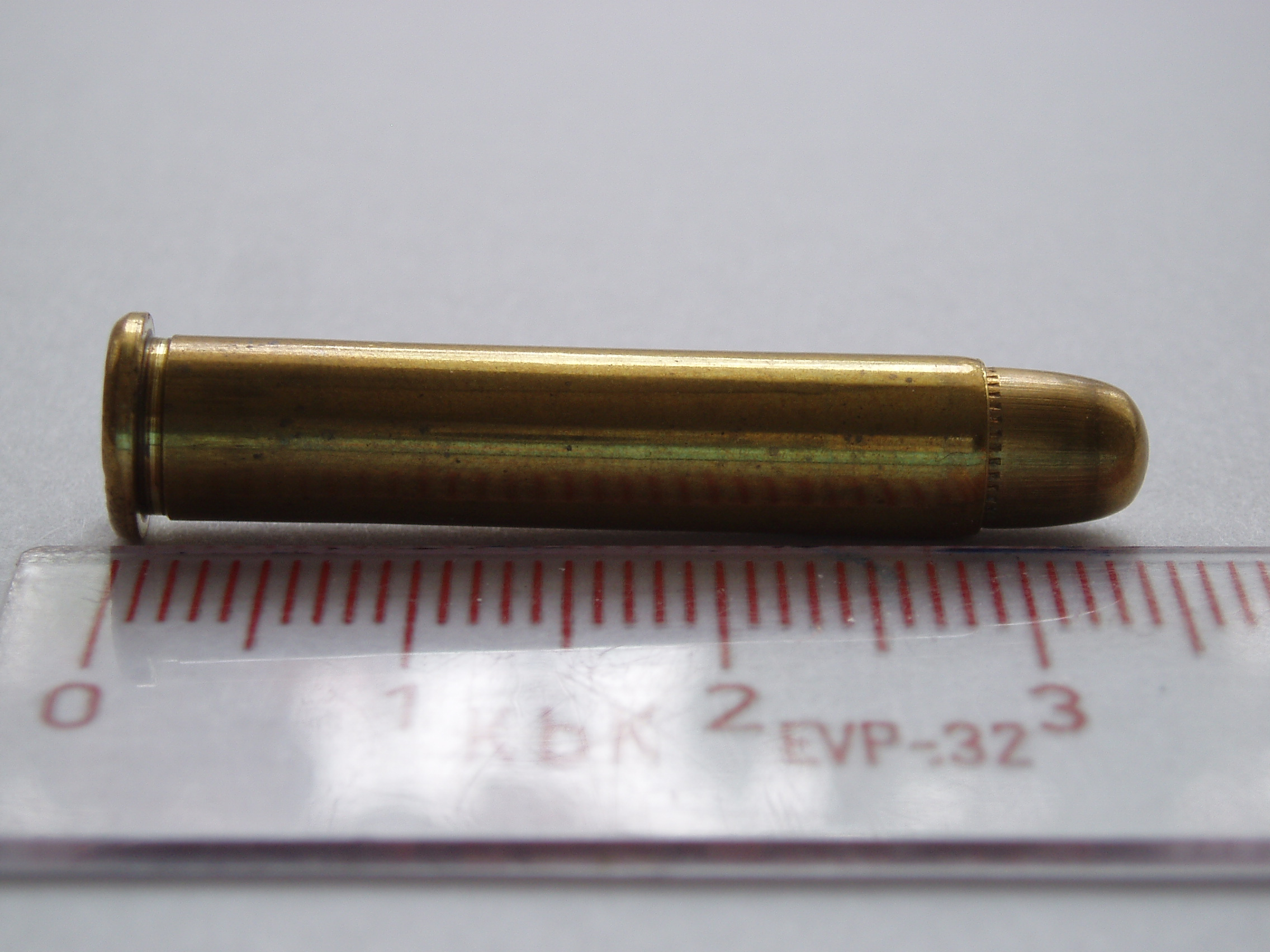
Патрон 5,75 мм Велодог

Модель Галана стреляла патронами калибра 5,75 мм с лёгкой пулей и характерной удлиненной гильзой. Из-за низкой дульной энергии «Велодоги» калибра 5,75 мм не являлись надёжным оружием против людей, так как могли гарантированно остановить противника только при попадании в голову. К тому же, если владелец для удобства предпочитал складывать спусковой крючок, то ему было весьма затруднительно в стрессовой ситуации быстро привести оружие в боеготовность, отведя вниз эту небольшую деталь.
В дальнейшем появились модели под фланцевые патроны калибров 5,75 мм Velo-Dog short, .22 LR, 6 мм Longue Portée и полуфланцевые патроны 6,35 мм Браунинг и 7,65 мм Браунинг. К «Велодогам» выпускались также не опасные для жизни патроны: c деревянной, пробковой или восковой пулей, или снаряженные ирритантами до-газовой эпохи — красным перцем или мелким песком.
«Велодоги», выпускавшиеся на Императорском Тульском оружейном заводе, использовали классические для данного класса револьверов патроны, имели как складные, так и не складные спусковые крючки, флажковые предохранители на курках, а также производились со скрытым курком.

## В культуре

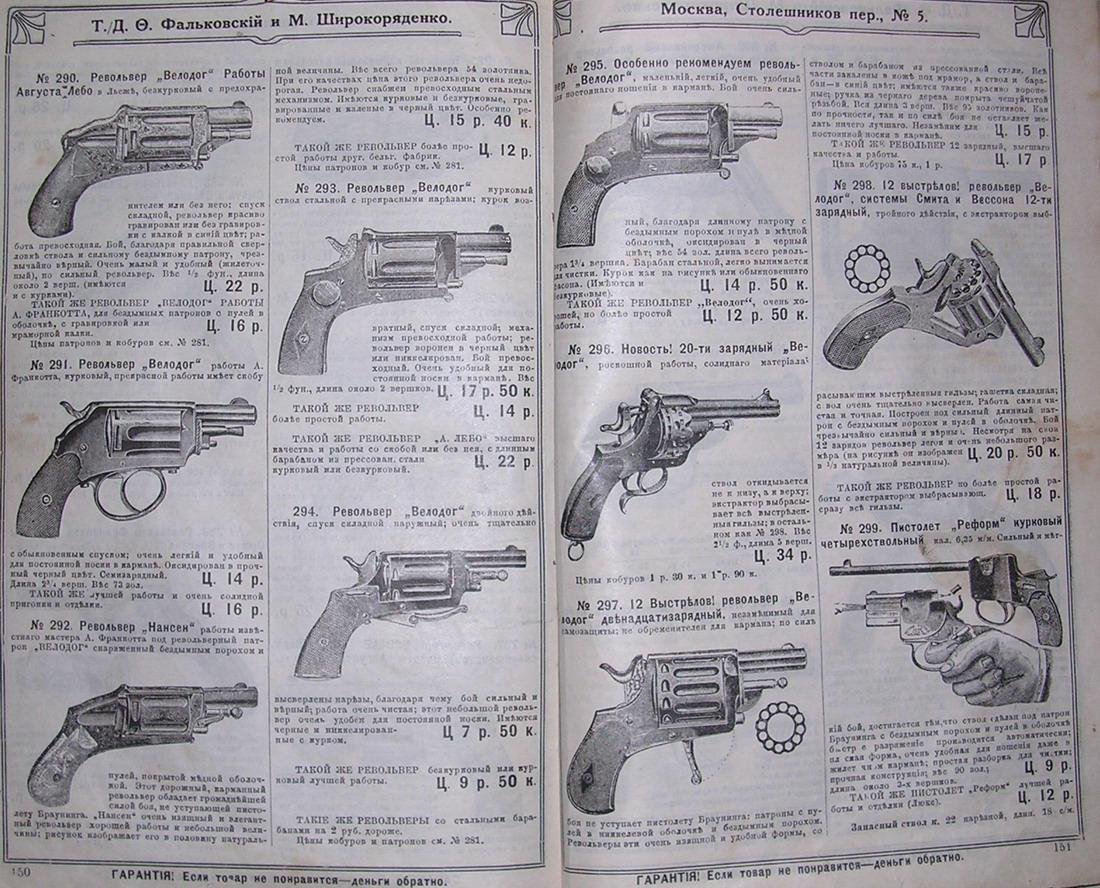
Револьверы «Велодог» разных фирм в каталоге оружейного магазина, 1909 год.

«Велодоги» или «велодоки» упоминаются в русской литературе 1920-х гг., например:

…Сиплому солдатику не впрок

Хрупкий, ядовито-смертоносный

Чёрный бескурковый велодог.
— Арсений Несмелов, «Стихи о револьверах»

Только в эту минуту начальник отделения заметил в её посиневшем кулаке маленький револьвер — велодок. Начальник отделения перекинулся через стол, схватил женщину за кисть руки и вырвал опасную игрушку.
— А. Н. Толстой, «Гадюка»